# Cantonul Brétigny-sur-Orge
Cantonul Brétigny-sur-Orge este un canton din arondismentul Palaiseau, departamentul Essonne, regiunea Île-de-France, Franța.

## Comune
| Comune               | Populație (1999) | Cod poștal | Cod INSEE   |
| -------------------- | ---------------- | ---------- | ----------- |
| Brétigny-sur-Orge    | 23.334 hab.      | 91220      | 91 3 04 103 |
| Le Plessis-Pâté      | 4.036 hab.       | 91220      | 91 3 04 494 |
| Leudeville           | 1.374 hab.       | 91630      | 91 3 04 332 |
| Marolles-en-Hurepoix | 4.812 hab.       | 91630      | 91 3 04 376 |
| Saint-Vrain          | 2.813 hab.       | 91770      | 91 3 04 579 |